# Julia Tunks
Julia Tunks (* 20. Juli 2006) ist eine kanadische Leichtathletin, die sich auf den Diskuswurf spezialisiert hat, aber auch im Kugelstoßen an den Start geht. Auch ihre Eltern Lieja Tunks und Jason Tunks waren als Leichtathleten aktiv.

## Sportliche Laufbahn
Erste Erfahrungen bei internationalen Wettkämpfen sammelte Julia Tunks im Jahr 2023, als sie bei den U20-Panamerikameisterschaften in Mayagüez mit 13,83 m den vierten Platz im Kugelstoßen belegte und im Diskuswurf mit 56,98 m die Goldmedaille gewann. Im Jahr darauf belegte sie bei den U20-Weltmeisterschaften in Lima mit 52,56 m den siebten Platz im Diskuswurf.
2023 wurde Tunks kanadische Meisterin im Diskuswurf.

## Persönliche Bestleistungen
- Kugelstoßen: 15,23 m, 15. März 2024 in Orlando
- Diskuswurf: 62,07 m, 19. Mai 2024 in Ramona (kanadischer U20-Rekord)